# Falkenbachviadukt
Der Falkenbachviadukt, ist ein Viadukt der Bahnstrecke Stolberg–Walheim über das Tal der Inde bei Gut Schlauser Mühle bei Kornelimünster zwischen Breinig und Hahn. Die Inde führt im Bereich von Kornelimünster den lokalen Namen Falkenbach, und davon leitet sich der Name des Falkenbachviadukts ab.
Der Viadukt besteht aus zwei bündig aneinander gebauten Bogenbrücken. Im Zweiten Weltkrieg wurden die beiden Nordpfeiler durch die sich zurückziehende Wehrmacht gesprengt. Amerikanische Pioniere ersetzten die fehlenden Teile anschließend durch eine Behelfskonstruktion aus Stahl, die bis heute erhalten ist.
Zeitweise verlief unterhalb des Viadukts eine Straßenbahnlinie der Aachener Straßenbahn von Kornelimünster nach Breinig. Heute führt der Eifelsteig unter dem Viadukt hindurch.
Im Zuge der Reaktivierung der Bahnstrecke plant die EVS eine Sanierung des Falkenbachviadukts bis März 2027.

## Geschichte

### Bau und Erweiterung
Bereits Mitte des 19. Jahrhunderts gab es erste Überlegungen zum Bau einer Eisenbahnverbindung von Stolberg aus in Richtung Belgien und Luxemburg.
Nachdem 1885 das Teilstück der Vennbahn zwischen den Bahnhöfen Aachen-Rothe Erde und Walheim errichtet worden war, wurde 1889 auch die Bahnstrecke vom Stolberger Hauptbahnhof über Stolberg-Hammer nach Walheim fertiggestellt und an die Vennbahn angeschlossen. Im Zuge dieser Verlängerung wurde der Viadukt über das Indetal geführt. Der Viadukt sollte ursprünglich nur fünf Bögen besitzen; längere Dämme an beiden Enden sollten die Höhendifferenz ausgleichen. Da durch die resultierende Breite dieses Dammes jedoch zusätzlicher Grunderwerb nötig geworden wäre, wurde ein längeres Viadukt mit acht Bögen realisiert. Als Baustoff wurde Kalkstein gewählt. Die Eröffnung des Streckenabschnitts bis Walheim, auf dem sich der Viadukt befindet, fand am 21. Dezember 1889 statt.
Der Falkenbachviadukt war eingleisig ausgeführt, doch zunehmender Verkehr und die strategische Bedeutung der Bahnstrecke motivierten einen zweigleisigen Ausbau. Da die Breite des Viadukts nicht ausreichte, um ein weiteres Gleis aufzunehmen, wurde ab September 1907 in gleicher Bauweise ein zweiter Viadukt bündig an den ersten angeschlossen.

### Zerstörung und Wiederaufbau

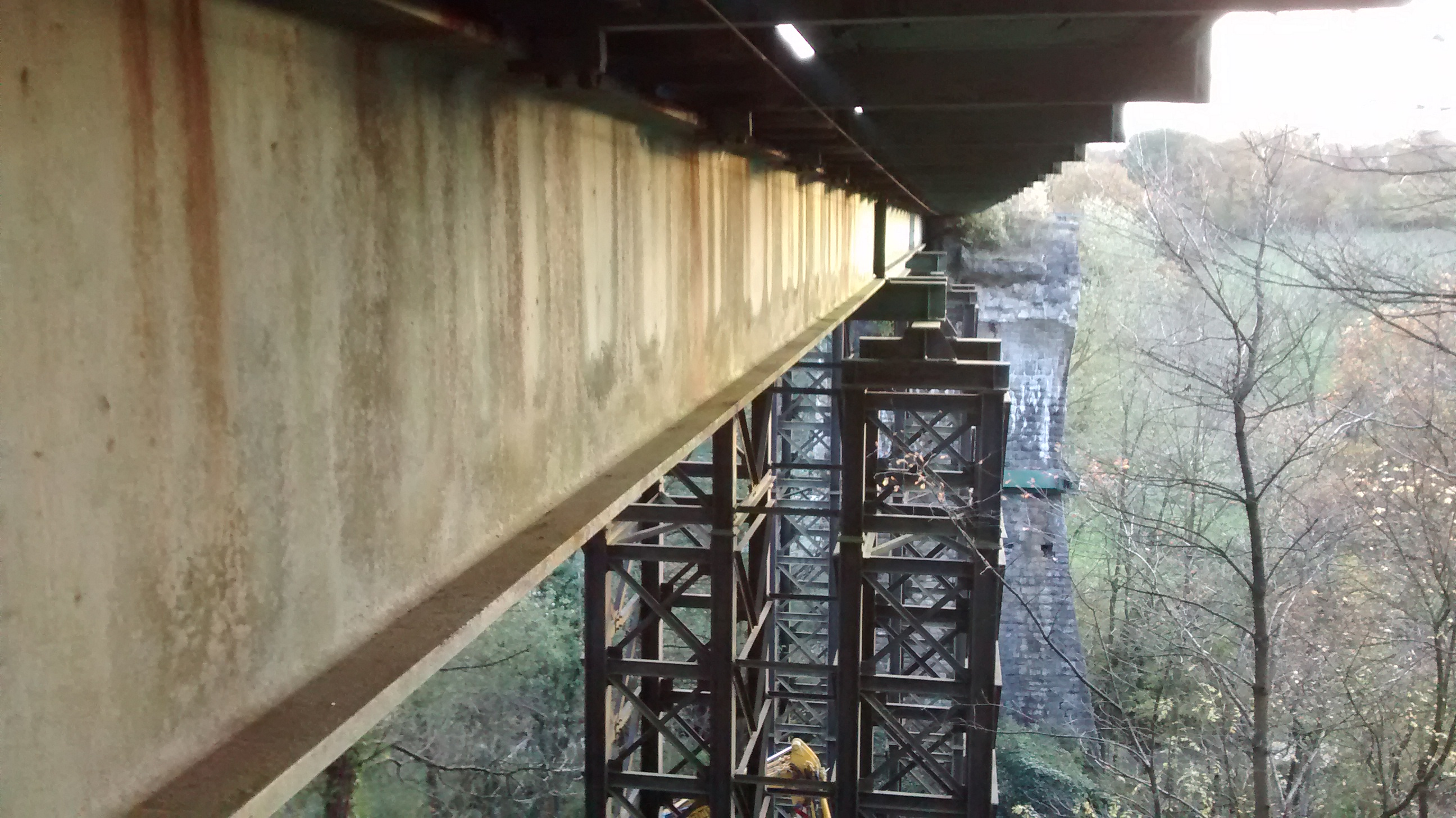
Stahlkonstruktion des Falkenbachviadukts

Im Zuge des Zweiten Weltkriegs wurden am 11. September 1944 die beiden nördlichen Pfeiler des Viadukts von zurückweichenden deutschen Soldaten gesprengt und anschließend durch US-amerikanische Pioniere durch eine Stahlkonstruktion, die ein einzelnes Gleis aufnehmen konnte, ersetzt. Diese Stahlkonstruktion wurde in den 1950er-Jahren durch die Deutsche Bundesbahn ausgebessert, die Kosten dafür betrugen 60.000 D-Mark. Bei der Ausbesserung wurden Träger verstärkt sowie ein Geländer angebracht. Pläne, die Stahlkonstruktion durch eine Betonbrücke zu ersetzen, scheiterten.
Aufgrund des schlechten Zustands war das Falkenbachviadukt zuletzt nur mit immer geringerer Geschwindigkeit befahrbar. Da es keine Bremskräfte mehr aufnehmen konnte, wurde es schließlich für den Betrieb gesperrt.

### Bemühungen zur Sanierung
Der Verein Eisenbahnfreunde Grenzland bemüht sich zur Durchführung eines Museumsbetriebs um eine Wiederherstellung der Betriebsfähigkeit des Falkenbachviadukts. Im Sommer 2011 fanden Messfahrten mit einem Messwagen der Deutschen Bahn auf Basis der DB-Baureihe 798 zwischen Stolberg Hauptbahnhof und dem Viadukt statt. Im Dezember 2014 wurde eine Belastungsprobe mit Fahrzeugen des Vereins durchgeführt; im März 2015 folgten Überprüfungen der Konstruktion mithilfe eines mit einem Teleskoparm ausgestatteten Zweiwegefahrzeugs.
In der Woche ab dem 30. November 2015 wurden für rund eine Woche Sanierungsarbeiten am Mauerwerk mithilfe eines Zweiwegefahrzeugs durchgeführt. Am 18. Oktober 2023 meldete die Aachener Zeitung, dass die EVS demnächst mit den Arbeiten an dem Falkenbachviadukt beginnen werde.
Die EVS beantragte am 19. Dezember 2024 bei der Bezirksregierung Köln die Durchführung des zugehörigen Planfeststellungsverfahrens. Der gemauerte Teil soll saniert und der Teil mit dem provisorischen Stahlfachwerk durch Stahlbeton in der ursprünglichen Form denkmalgerecht ergänzt werden. Dabei wird das Viadukt neben der eingleisigen Strecke im Westen noch einen 80 cm breiten Randweg und im Osten einen 2,5 m breiten kombinierten Rad- und Fußweg erhalten, der auch ein Befahren mit Wartungs- und Besichtigungsfahrzeugen erlauben wird. Die Dauer der Bauarbeiten wird auf 14 Monate geschätzt.